# ジョン・オシェイ
ジョン・フランシス・オシェイ（英語: John Francis O'Shea、[oʊˈʃeɪ]、1981年4月30日 - ）は、アイルランド共和国ウォーターフォード出身の元サッカー選手。元アイルランド代表。現役時代のポジションはサイドバック、センターバック及び守備的ミッドフィルダー。
2001年のクロアチア戦で代表初出場を飾って以降、90試合以上に出場し、2003年のオーストラリア戦で初得点を挙げている。また、論争となった2010 FIFAワールドカップ・ヨーロッパ予選のフランス戦で敗れたメンバーの1人であり、UEFA EURO 2012の出場メンバーだった。
ウォーターフォードに生まれたオシェイは、17歳の時にマンチェスター・ユナイテッドFCに入団すると、AFCボーンマスとロイヤル・アントワープへの期限付き移籍を経験し、復帰後は強豪クラブで公式戦に約400試合に出場する中でプレミアリーグ5回、FAカップ1回、フットボールリーグカップ3回、UEFAチャンピオンズリーグとFIFAクラブワールドカップと数多くのタイトルを獲得しており、デニス・アーウィン、ロイ・キーン、ロニー・ウィーラン、スティーブ・ハイウェイに肩を並べる程の成功を収めた。絶対的なレギュラーではなかったものの、控えでも腐らずに様々なポジションでプレーする姿はファーガソン監督から称賛され、「アーウィンのような隠れた英雄 (unsung hero) 」と評された。

## 経歴

### クラブ

#### マンチェスター・ユナイテッド

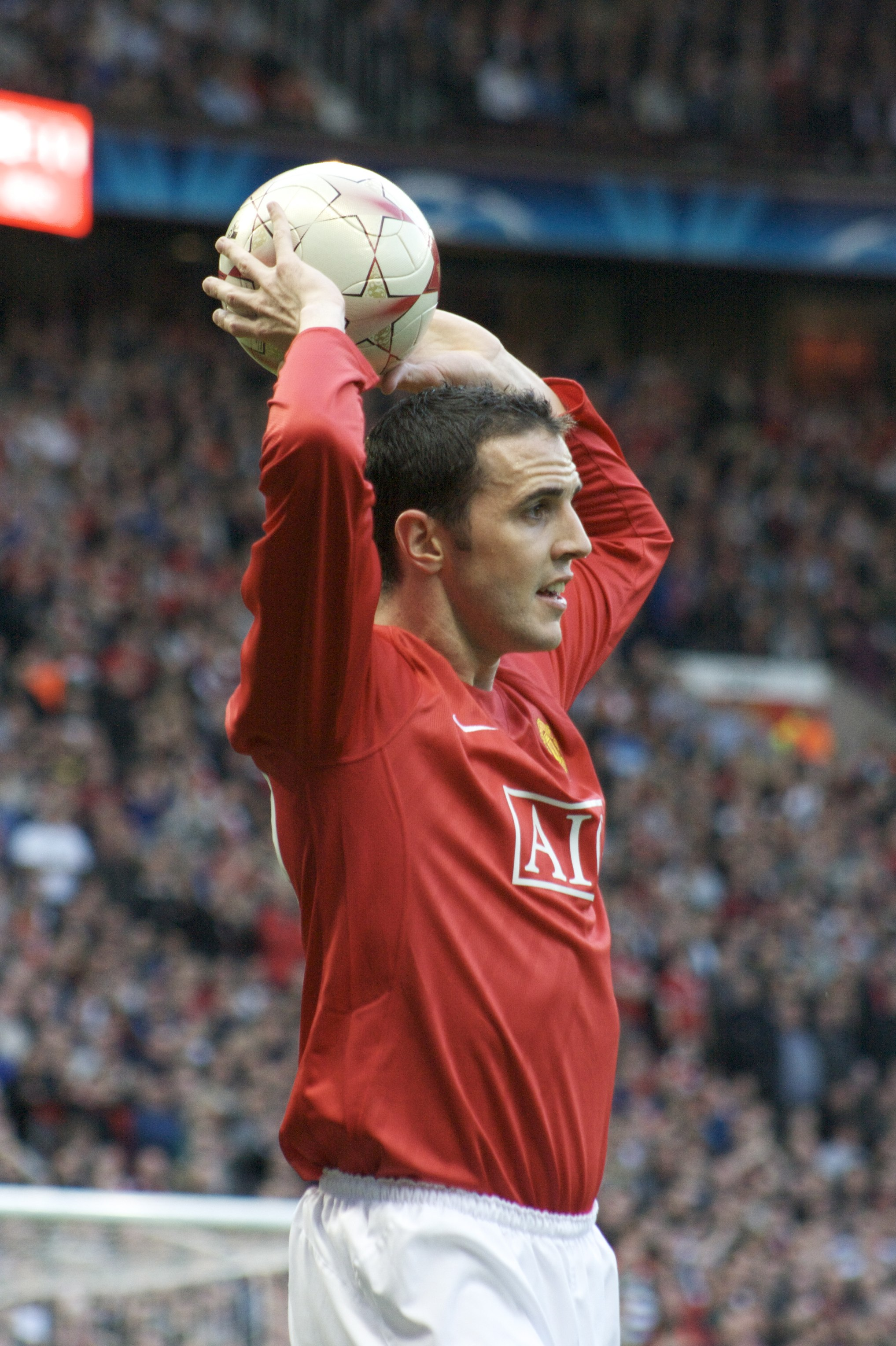
UEFAチャンピオンズリーグ 2008-09準決勝のアーセナルFC戦でのオシェイ

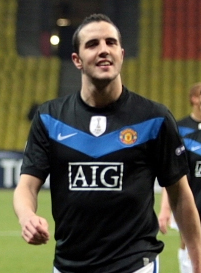
マンチェスター・ユナイテッドFCでのオシェイ

故郷のフェリーバンクAFC (Ferrybank AFC) でプレーしていたオシェイは、14歳の時にクイーンズ・パーク・レンジャーズFCのトライアルを受けて4年契約を提示されたが、両親の意向によって国外へ移動することはなく、国内のウォーターフォード・ボヘミアンズFC (Waterford Bohemians FC) へ移籍した。1998年にUEFA U-16欧州選手権での優勝に貢献したことが、マンチェスター・ユナイテッドFCを指揮するアレックス・ファーガソン監督の弟マーティン・ファーガソンの御眼鏡に適ってスカウトされ、プロ扱いとして3年契約を締結する。なお、同時期にセルティックFCの下部組織への移行の可能性が限りなく近かったが、スコティッシュ・プレミアリーグの競争力の欠如から、ユナイテッドを選択している。
ユナイテッドでの下部組織では、当時ミッドフィルダーとセンターバックを務めており、ルーク・チャドウィック、マイケル・ステュアートと切磋琢磨し、1999年にヴィラ・パークでのフットボールリーグカップのアストン・ヴィラFC戦 (0-3) でトップチーム初出場を飾った。その後、出場機会を得るため、2000年1月にフットボールリーグ2のAFCボーンマスへ貸し出されると、リーグ戦10試合に出場し、メル・マチン監督から「彼の完成度の高さと傑出した能力は目を見張るものがあった」「かつてリオ・ファーディナンドとマイケル・デュベリーがジョンと同じく19歳の時に在籍していたが両者を上回ると思う」と称賛される程のプレーを見せた。しかし、ボーンマス復帰後はリーグカップの出場のみに制限されていたため、2001年1月からは提携関係にあるジュピラー・プロ・リーグのロイヤル・アントワープFCへ同僚のジミー・デイヴィスと共に貸し出され、シャルルロワSC戦 (1-1) で初出場を飾った。
トップチームデビュー
2001年11月のリヴァプールFCとのノースウェスト・ダービーで後半から遂にプレミアリーグ初出場を飾り、12月8日のウェストハム・ユナイテッドFC戦ではウェズ・ブラウン、ロニー・ヨンセン、デイヴィッド・メイ、ローラン・ブランと相次ぐ守備陣の負傷の影響から、ガリー・ネヴィルとセンターバックを務めてリーグ戦初先発出場をした。以降は両サイドバック、センターバック、ミッドフィルダーを務められる汎用性の高さからトップチームに定着すると、翌2002-03シーズンは左サイドバックとして定位置を掴みつつ、センターバックとしても無難に務め、レギュラーとして公式戦52試合に出場した。また、UEFAチャンピオンズリーグ 2002-03でユヴェントスFC戦やレアル・マドリードといった強豪相手にも起用され、股抜きでルイス・フィーゴを抜き去るプレーを見せた。2003年8月28日のウルヴァーハンプトン・ワンダラーズFC戦 (1-0) では、昇格組相手に苦戦する中で決勝点を挙げてチームを救っている。
2003-04シーズンは、ミカエル・シルヴェストルがセンターバックに集中したことで、オシェイ自身も本格的に左サイドバックのレギュラーとして起用されることとなり、2004年3月9日のUEFAチャンピオンズリーグ 2003-04ベスト16第2戦でのFCポルト戦 (1-1) では、ライアン・ギグスとの連携から抜け出してから正確なクロスによってポール・スコールズの得点を支援する活躍こそ見せたが、全体的には昨季のプレーレベルを維持出来ず、主将のロイ・キーンから批判を浴びていた。
ユーティリティ選手への転身
2004-05シーズンにアルゼンチン代表のガブリエル・エインセが加入してくると、ファーガソン監督からセントラルミッドフィルダーやセンターバック、右サイドバックと様々なポジションでの起用を言い渡されており、実際に左サイドバックの定位置を失い、2004年9月20日のリヴァプール戦 (2-1) でシャビ・アロンソのフリーキックをスティーヴ・フィナンが頭で落とした際のボールが足に当たりオウンゴールとなる等、苦しい時期を時期を過ごしていた。10月のミドルズブラFC戦でシーズン初先発出場をするも、以後なかなか先発での起用がなかったために退団の憶測が流れるまでになっていたが、苦境にありながらも残留を明言した。その後も先発出場こそ多くなかったものの、持ち前の汎用性の高さから一定の出場機会を得、2005年2月1日にライバル関係にあるアーセナルFC戦 (4-2) では相手GKマヌエル・アルムニアの頭上を越すチップキックで得点を挙げる活躍を見せた。
2005-06シーズンは、レギュラー選手ながらもポジションが不定だった。前半戦では負傷したガリー・ネビルとエインセの代役として両サイドバックを務めており、後半戦ではロイ・キーンとフィリップ・ネヴィルの移籍、アラン・スミスとポール・スコールズの負傷によって中盤が払底した為、セントラルミッドフィルダーを務めるようになり、ダレン・フレッチャーやウイングから転向したギグスと連携を築いた。なお、2005年10月14日に契約を2009年まで契約延長をした。
2006-07シーズンは、新加入のマイケル・キャリックが負傷していたことで開幕から数試合にセントラルミッドフィルダーとして先発していたが、キャリックの復帰に伴って控えに回り、守備固めや怪我人の穴埋めとして後半に交代出場するという起用法が増えていった。そして、いつものように途中出場した2007年2月4日のトッテナム・ホットスパーFC戦では、相手FWロビー・キーンとの衝突した際に鼻を骨折したGKのファン・デル・サールに代わり、遂にゴールキーパーを務めるまでにいたった。これは交代枠3枚全てを使い切ったための苦肉の策だったが、ファーディナンドのパスミスからロビー・キーンとの1対1を作られる危険な場面でシュートを止める好プレーでチームの完封勝利に貢献し、ファンから讃えられ「アイルランドのナンバー1」と歌われた。試合後にオシェイは、「無失点に半分は貢献したから、控室に戻った時にエドウィンに無失点ボーナスを貰ってるかどうか聞いたよ」と冗談めかして語っており、ファーガソン監督もロビー・キーンを防いだプレーやコーナーキックをパンチングで弾いたプレーに称賛を送りつつ、その姿に「ジョンの新たな愛称は猫だ」とこちらも冗談めかして語っていた。それから1ヶ月後のリヴァプール戦 (1-0) でクリスティアーノ・ロナウドのフリーキックをペペ・レイナが掴み損ねたところをシュートを放ち、王座奪還に向けて重要な決勝点を挙げると、4月7日のポーツマスFC戦 (1-2) でオーレ・グンナー・スールシャールのシュートをディビッド・ジェームスが掴み損ねたところで得点を挙げ、さらに4月28日のエヴァートンFC戦 (4-2) では、2点を追いかける苦しい展開の中でギグスのフリーキックをイアイン・ターナーが掴み損ねたミスをつく得点を挙げており、短い出場時間も相まり、同シーズンの試合で放った全てのシュートが枠内に飛ぶ精度を誇り、そのうち8割がゴールマウスを割っていた。
2冠チームの一員として
2007-08シーズンも昨季同様に途中出場が主であったが、試合の大勢が決した後半に投入される形で数多く出場し、2007年8月12日のレディングFC戦では、負傷したシルヴェストルの代わりに途中出場すると、先に負傷でベンチに退いていたウェイン・ルーニーが務めていたフォワードの位置で起用され、遂にゴールキーパーを含む全てのポジションを任される汎用性の高さでリーグ戦とUEFAチャンピオンズリーグ 2007-08の2冠達成に貢献。また、9月26日のフットボールリーグカップ4回戦でのコヴェントリー・シティFC戦では、1999年の初出場から出場129試合目にして初めてキャプテンマークを渡される等、チームにとって不可欠な選手として評価され、11月23日に契約を2012年まで延長することに成功した。
2008-09シーズンも控え選手としてのスタートであったが、前半戦はパトリス・エヴラの負傷により左サイドバック、後半戦はガリー・ネビルとブラウンの負傷により右サイドバックとしての出場機会を増やした。その一方で自身も負傷したため、その間に台頭したラファエルとのポジション争いによって絶対的な地位をなかなか確保出来ない時期がありながらも、最終的に公式戦54試合に出場（うち42試合で先発）し、2009年1月20日にリーグカップ準決勝第2戦のダービー・カウンティFC戦でシーズン初得点を挙げ、リーグカップ決勝では、76分にネマニャ・ヴィディッチに置き換えられるまでプレーして優勝に貢献した。また、UEFAチャンピオンズリーグ 2008-09では、4月29日の準決勝第1戦でのアーセナル戦 (1-0) で決勝点を挙げて決勝進出に貢献し、決勝のFCバルセロナ戦では0-2で敗戦となったものの、90分フル出場したオシェイ個人のパフォーマンスは多くのメディアから支持された。なお、決勝戦を前にしてファーガソン監督は「誰よりも活躍し、常に安定したパフォーマンスを見せてきた。先発起用に値する選手」と評し、オシェイを先発起用させることを明言していた。
2009-10シーズンは、バーミンガム・シティFCとの開幕戦で2度目のキャプテンマークを巻き、ユナイテッドでの公式戦出場数350試合目となった2009年9月25日のストーク・シティFC戦で得点を挙げて記録に華を添える幸先の良いスタートを切ったが、11月18日の代表戦で太腿を負傷すると、それから1ヶ月後も回復の見込みがなく、2010年1月には血栓の問題による石灰化の恐れから復帰が絶望視され、最終的に4月のブラックバーン・ローヴァーズFC戦まで復帰を待たなければならなかった。
その後、2011年5月4日にUEFAチャンピオンズリーグ 2010-11準決勝のシャルケ04戦でもキャプテンマークを巻いたオシェイは、同2010-11シーズンを最後に公式戦393試合に出場したユナイテッドを退団することとなった。

#### サンダーランド
2011年7月7日、同僚ブラウンの後を追うように、かつてマンチェスター・ユナイテッドで主将を務めたスティーヴ・ブルース監督率いるサンダーランドAFCと4年契約を締結した。定期的な出場時間を求めて加入したサンダーランドでは、2011-12シーズン開幕前の親善試合初戦のアルミニア・ビーレフェルト戦で負傷したことで残りの親善試合を欠場し、さらにハムストリングの問題から開幕戦を逃したが、8月27日のスウォンジー・シティAFC戦で初出場を飾って以降、リー・カッターモールが不在の場合に主将を務める程に信頼されていた。また、ブルース監督がオシェイの最適の位置を右サイドバックとして見定めていたこと右サイドバックとして起用されつつ、マーティン・オニール監督が就任してからは、タイタス・ブランブルの負傷の影響によりセンターバックでも起用されてマイケル・ターナーとコンビを組んだ。
翌2012-13シーズンは、シーズン前にオニール監督から新加入のカルロス・クエジャルとのコンビでセンターバックとして起用されることが明言されたように、実際にセンターバックで固定され、12月29日のトッテナム戦では移籍後初得点を挙げ、2013年5月6日のストーク戦でフットボールリーグ・チャンピオンシップへの降格危機にある中で貴重な同点にして移籍後2得点目を挙げている。翌2013-14シーズンは、パオロ・ディ・カーニオ監督の下で主将を任され、負傷から復帰してきたブラウンとセンターバックのコンビを務めることになったが、昨季同様に苦難のシーズンであった。開幕から1分1敗で迎えた3試合目の8月31日のクリスタル・パレスFC戦 (1-3) では、ドワイト・ゲイルへのタックルでレッドカードによる退場処分となって昇格組相手に敗戦し、ディ・カーニオ監督から精彩を欠いたプレーを公に批判された。その後も勝ち星を獲得出来ずにディ・カーニオ監督は解任され、グスタボ・ポジェ監督が就任しても苦しい戦いを強いられたが、最終的にプレミアリーグ残留となっている。

#### レディング
2018年6月7日、サンダーランドを退団し、レディングFCに加入することが発表された。

### 代表

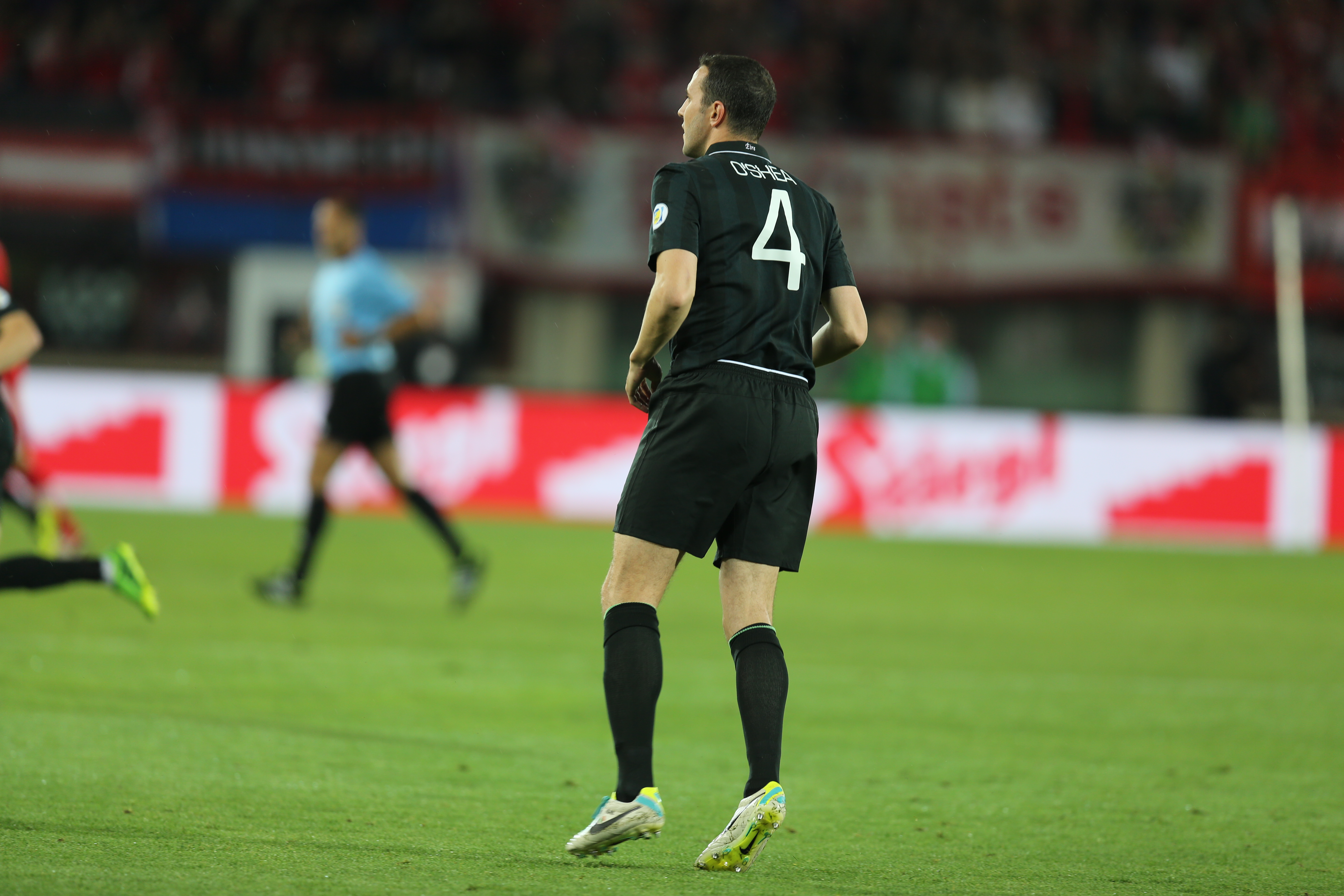
2013年9月のオーストリア戦でプレーするアイルランド代表でのオシェイ

2001年8月上旬、センターバックの1番手ギャリー・ブリーンとケニー・カニンガムの両名が負傷した影響からミック・マッカーシー監督により2002 FIFAワールドカップ・ヨーロッパ予選のクロアチア戦へ向けてアイルランド代表に招集され、15日の同試合でギャリー・ケリーに代わって83分から初出場を飾ったが、ボールをクリアする際に手で触れてペナルティーキックを与えてしまい、試合終了間際にダヴォール・シューケルのPKで追いつかれる苦いデビュー戦となった。その後、リチャード・ダンとセンターバックのコンビを組むだけにとどまらず、汎用性の高さから両サイドバックでも起用され、2003年8月19日のオーストラリア戦でイアン・ハートのフリーキックから代表初得点を挙げた。また、2005年10月の2006 FIFAワールドカップ・ヨーロッパ予選でのスイス戦ではセントラルミッドフィルダーを務めた。
ジョバンニ・トラパットーニ監督就任以降もセンターバックやサイドバックで起用されて2010 FIFAワールドカップ・ヨーロッパ予選で10試合中8試合に先発し、2009年1月のイタリア戦では、開始3分にジャンパオロ・パッツィーニから肘打ちされて出血をしたが、治療を受けて90分フル出場している。2012年8月のセルビア戦で主将を務める。2013年10月15日の2014 FIFAワールドカップ・ヨーロッパ予選のカザフスタン戦で代表2得点目にして公式戦初得点を挙げた。
2014年10月14日のUEFA EURO 2016予選、ドイツ戦で代表通算100試合出場を達成。終了間際に同点ゴールを挙げチームを引き分けに導き、試合後には「とても特別な瞬間だった」と語った。

### 私生活
2010年6月にイヴォンヌ・マニング (Yvonne Manning) とキルデア県の教会で結婚式を挙げた。

## 個人成績
2019年2月23日現在
| クラブ                       | シーズン | リーグ | リーグ | カップ | カップ | リーグカップ | リーグカップ | 国際大会 | 国際大会 | その他 | その他 | 通算 | 通算 |
| クラブ                       | シーズン | 出場   | 得点   | 出場   | 得点   | 出場         | 得点         | 出場     | 得点     | 出場   | 得点   | 出場 | 得点 |
| ---------------------------- | -------- | ------ | ------ | ------ | ------ | ------------ | ------------ | -------- | -------- | ------ | ------ | ---- | ---- |
| マンチェスター・ユナイテッド | 1999-00  | 0      | 0      | —      | —      | 1            | 0            | 0        | 0        | 0      | 0      | 1    | 0    |
| マンチェスター・ユナイテッド | 2000-01  | 0      | 0      | 0      | 0      | 2            | 0            | 0        | 0        | 0      | 0      | 2    | 0    |
| マンチェスター・ユナイテッド | 2001-02  | 9      | 0      | 0      | 0      | 1            | 0            | 3        | 0        | 0      | 0      | 13   | 0    |
| マンチェスター・ユナイテッド | 2002-03  | 32     | 0      | 1      | 0      | 3            | 0            | 16       | 0        | 0      | 0      | 52   | 0    |
| マンチェスター・ユナイテッド | 2003-04  | 33     | 2      | 6      | 0      | 2            | 0            | 7        | 0        | 1      | 0      | 49   | 2    |
| マンチェスター・ユナイテッド | 2004-05  | 23     | 2      | 4      | 1      | 4            | 0            | 5        | 0        | 1      | 0      | 37   | 3    |
| マンチェスター・ユナイテッド | 2005-06  | 34     | 1      | 2      | 0      | 4            | 1            | 7        | 0        | 0      | 0      | 47   | 2    |
| マンチェスター・ユナイテッド | 2006-07  | 32     | 4      | 5      | 0      | 1            | 0            | 11       | 1        | 0      | 0      | 49   | 5    |
| マンチェスター・ユナイテッド | 2007-08  | 28     | 0      | 2      | 0      | 1            | 0            | 6        | 0        | 1      | 0      | 38   | 0    |
| マンチェスター・ユナイテッド | 2008-09  | 30     | 0      | 4      | 0      | 6            | 1            | 12       | 1        | 2      | 0      | 54   | 2    |
| マンチェスター・ユナイテッド | 2009-10  | 15     | 1      | 0      | 0      | 0            | 0            | 3        | 0        | 1      | 0      | 19   | 1    |
| マンチェスター・ユナイテッド | 2010-11  | 20     | 0      | 4      | 0      | 1            | 0            | 6        | 0        | 1      | 0      | 32   | 0    |
| マンチェスター・ユナイテッド | 通算     | 256    | 10     | 28     | 1      | 26           | 2            | 76       | 2        | 7      | 0      | 393  | 15   |
| ボーンマス                   | 1999-00  | 10     | 1      | 0      | 0      | 0            | 0            | —        | —        | —      | —      | 10   | 1    |
| ロイヤル・アントワープ       | 2000-01  | 14     | 0      | 0      | 0      | —            | —            | —        | —        | —      | —      | 14   | 0    |
| サンダーランド               | 2011-12  | 29     | 0      | 5      | 0      | 0            | 0            | —        | —        | —      | —      | 34   | 0    |
| サンダーランド               | 2012-13  | 34     | 2      | 0      | 0      | 2            | 0            | —        | —        | —      | —      | 36   | 2    |
| サンダーランド               | 2013-14  | 33     | 1      | 2      | 0      | 7            | 0            | —        | —        | —      | —      | 42   | 1    |
| サンダーランド               | 2014-15  | 37     | 0      | 4      | 0      | 2            | 0            | —        | —        | —      | —      | 43   | 0    |
| サンダーランド               | 2015-16  | 28     | 0      | 1      | 0      | 2            | 0            | —        | —        | —      | —      | 31   | 0    |
| サンダーランド               | 2016-17  | 28     | 0      | 1      | 0      | 1            | 0            | —        | —        | —      | —      | 30   | 0    |
| サンダーランド               | 2017-18  | 37     | 1      | 1      | 0      | 2            | 0            | —        | —        | —      | —      | 40   | 1    |
| サンダーランド               | 通算     | 226    | 4      | 14     | 0      | 16           | 0            | —        | —        | —      | —      | 256  | 4    |
| レディング                   | 2018-19  | 8      | 0      | 0      | 0      | 2            | 0            | —        | —        | —      | —      | 10   | 0    |
| 総通算                       | 総通算   | 514    | 15     | 42     | 1      | 44           | 2            | 76       | 2        | 7      | 0      | 683  | 20   |

### 試合数
国際Aマッチ 118試合 3得点（2001年 - 2018年）
| アイルランド共和国代表 | 国際Aマッチ | 国際Aマッチ |
| 年                     | 出場        | 得点        |
| ---------------------- | ----------- | ----------- |
| 2001                   | 1           | 0           |
| 2002                   | 1           | 0           |
| 2003                   | 9           | 1           |
| 2004                   | 8           | 0           |
| 2005                   | 9           | 0           |
| 2006                   | 7           | 0           |
| 2007                   | 8           | 0           |
| 2008                   | 7           | 0           |
| 2009                   | 10          | 0           |
| 2010                   | 8           | 0           |
| 2011                   | 6           | 0           |
| 2012                   | 10          | 0           |
| 2013                   | 11          | 1           |
| 2014                   | 6           | 1           |
| 2015                   | 8           | 0           |
| 2016                   | 7           | 0           |
| 2017                   | 1           | 0           |
| 2018                   | 1           | 0           |
| 通算                   | 118         | 3           |

## タイトル

### 代表
アイルランド代表
- UEFA U-16欧州選手権 : 1998

### クラブ
マンチェスター・ユナイテッドFC
- プレミアリーグ : 2002-03, 2006-07, 2007-08, 2008-09, 2010-11
- FAカップ : 2003-04
- フットボールリーグカップ : 2005-06, 2008-09, 2009-10
- FAコミュニティ・シールド : 2003, 2007, 2008, 2010
- UEFAチャンピオンズリーグ : 2007-08
- FIFAクラブワールドカップ : 2008